# Germs-sur-l'Oussouet
Germs-sur-l'Oussouet är en kommun i departementet Hautes-Pyrénées i regionen Occitanien i sydvästra Frankrike. Kommunen ligger i kantonen Lourdes-Est som tillhör arrondissementet Argelès-Gazost. År 2022 hade Germs-sur-l'Oussouet 101 invånare.

## Befolkningsutveckling
Antalet invånare i kommunen Germs-sur-l'Oussouet
| Referens: INSEE |